# Furacão Gilma (1994)
O furacão Gilma foi um dos mais intensos furacões do Pacífico já registrado e o segundo de três furacões de categoria 5 ativos na temporada de furacões no Pacífico de 1994. Ele surgiu a partir do movimento em sentido oeste de uma onda tropical sobre as águas abertas do Oceano Pacífico em 21 de julho daquele ano. A depressão tropical que originou Gilma foi inicialmente grande e desorganizada. O desenvolvimento gradual ocorreu ao longo do dia seguinte antes do início de uma rápida intensificação. Em 23 de julho, a tempestade se intensificou em um furacão e no dia seguinte atingiu a categoria 5.
A tempestade atingiu o pico no início em 24 de julho, com ventos de 260 km/h e uma pressão barométrica estimada em 920 milibares (hPa; 27,17 inHg). No dia seguinte, fatores desconhecidos fizeram com que a tempestade se enfraquecesse de repente.